# Jacob Christian Bie
Jacob Christian Bie, född 1739 i Trondheim och död 1798 i Bengalen, var en norsk författare. Han var också känd under pseudonymen  Philopatreias.
Bie skrev en mängd tillfällighetspoesi och smärre dikter, en tragedi, Irmene og Solyman, samt en samling Originale danske moraliske Fabler i bunden Stiil. På grund av sitt oppositionella temperament råkade Bie ofta i kollision med de makthavande och blev till slut dömd till 6 års fängelse.
Han växte upp i Trondheim men flyttade senare till Köpenhamn.  Han debuterade i bokform 1760 med Synge-stykker i anledning af kronprints Gustav af Sverrig og Sophie Magdalena af Dannemark, deres høie formæhling. 1765 gav han ut Originale danske moralske fabler i bunden stiil men boken blev konfiskerad och Bie dömt till fängelse, som han undgick genom att fly utomlands. Han blev benådad 1766.